# Tompkinsville (Staten Island)
Tompkinsville es un barrio en el noreste del borough de Staten Island en la ciudad de Nueva York (Estados Unidos). Nombrado en honor a Daniel D. Tompkins, sexto vicepresidente de los Estados Unidos (1817-1825), el vecindario se encuentra en la costa este de la isla, a lo largo del paseo marítimo frente a la bahía de Upper New York, entre St. George al norte y Stapleton al sur.

## Historia

### Primeros años

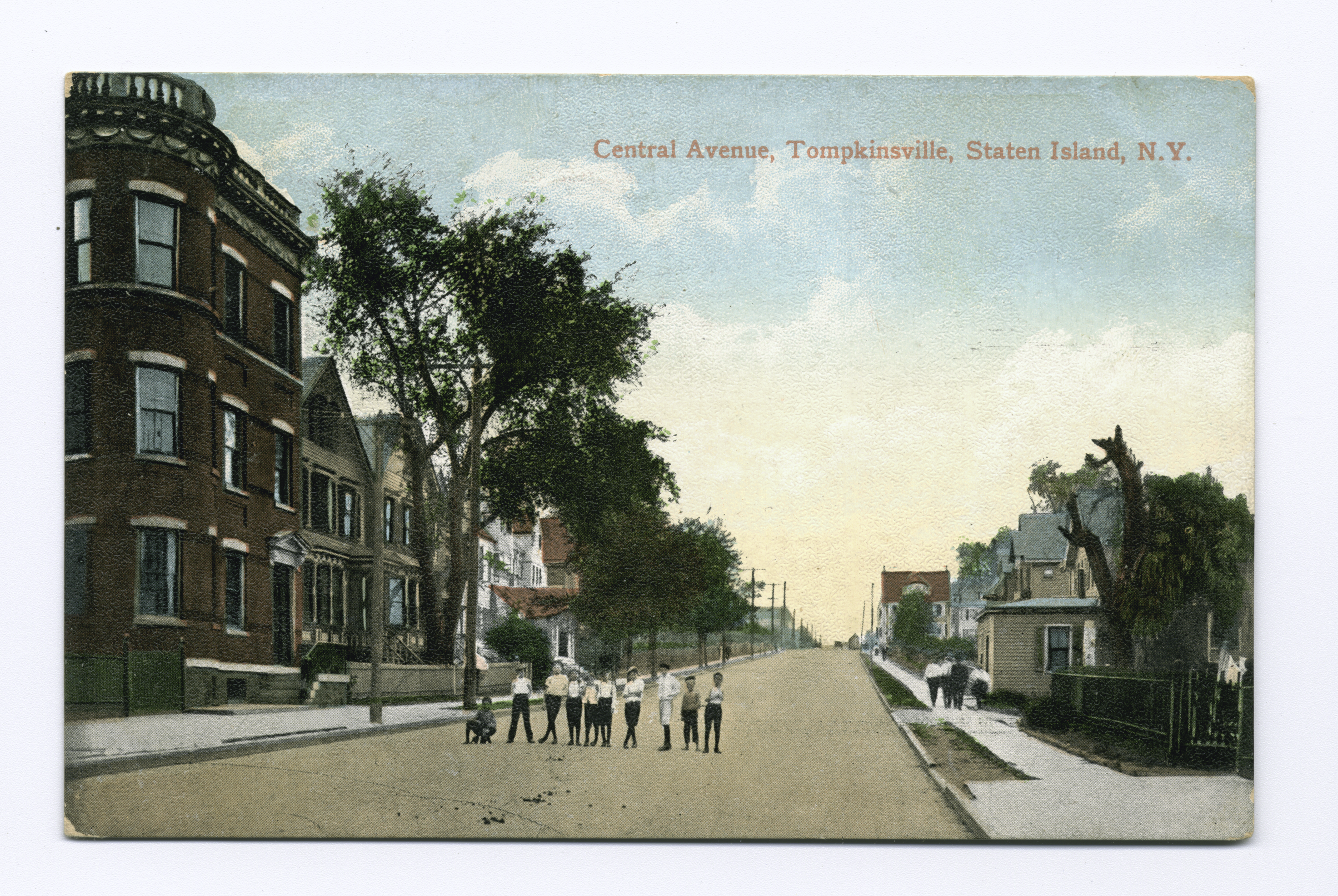
Avenida Central, principios del siglo XX

Tompkinsville, ubicado en la ciudad de Castleton, fue el sitio donde los primeros exploradores europeos reabastecieron sus suministros de agua dulce y fue conocido en la época colonial como el "lugar de riego". Fue frente al Watering Place que la fuerza expedicionaria británica más grande en ese momento, con 450 barcos y 32 000 soldados, llegó a la bahía superior de Nueva York y desembarcó antes de la Guerra de Independencia. En 1799, el gobierno del estado de Nueva York tomó 12 ha a lo largo del paseo marítimo, sobre el cual fundó el New York Marine Hospital (también "The Quarantine"), un hospital de enfermedades contagiosas y una estación de cuarentena.
En 1815, el gobernador del estado de Nueva York, Daniel D. Tompkins, fundó un asentamiento en el vecindario contiguo al hospital. Fue elegido vicepresidente al año siguiente. En 1817, Tompkins construyó un muelle al pie del actual Bulevar de la Victoria y comenzó a ofrecer un servicio de ferry a vapor a Manhattan. Residentes enojados incendiaron la Cuarentena en 1858 en una serie de ataques conocidos como la Guerra de Cuarentena de Staten Island. Aunque no hubo muertos como resultado del ataque, los pirómanos destruyeron completamente el recinto del hospital.

### sigloXX
A principios de la década de 1900, la central telefónica que prestaba servicio a la costa norte oriental de Staten Island recibió el nombre del vecindario; el nombre de este intercambio se cambió a "Saint George" a mediados de la década de 1920 y a "Saint George 7" cuando New York Telephone mejoró el servicio telefónico en toda la ciudad de Nueva York en diciembre de 1930. Convertido para llamadas a todos los números, "727" todavía existe en la isla hoy. Es el único número superviviente de las designaciones de la década de 1920.
Tompkinsville albergó una Base Fronteriza Naval de la Armada de los Estados Unidos durante muchos años. Durante la Segunda Guerra Mundial, fue designado Tompkinsville, SI, Nueva York.

### sigloXXI
En el siglo XXI, Tompkinsville se convirtió en un área racialmente mixta, y se había desarrollado una Little Sri Lanka (lit. Pequeña Sri Lanka). También hay una gran población de italoestadounidenses, afroestadounidenses y mexicanos. En 2014, Eric Garner, residente negro de Staten Island, fue asesinado por la policía en Tompkinsville, en un incidente que recibió amplia cobertura mediática.
En 2019, la sección de Bay Street en Tompkinsville se rezonificó para permitir una mayor concentración de espacio residencial, comercial y de oficinas a lo largo de la calle. El plan fue controvertido, ya que la gran mayoría de los miembros de la Junta Comunitaria 1 de Staten Island habían rechazado el plan, al igual que muchos residentes de Tompkinsville, y los comisionados de la Comisión de Planificación de la Ciudad de Nueva York tenían opiniones encontradas.

## Cultura

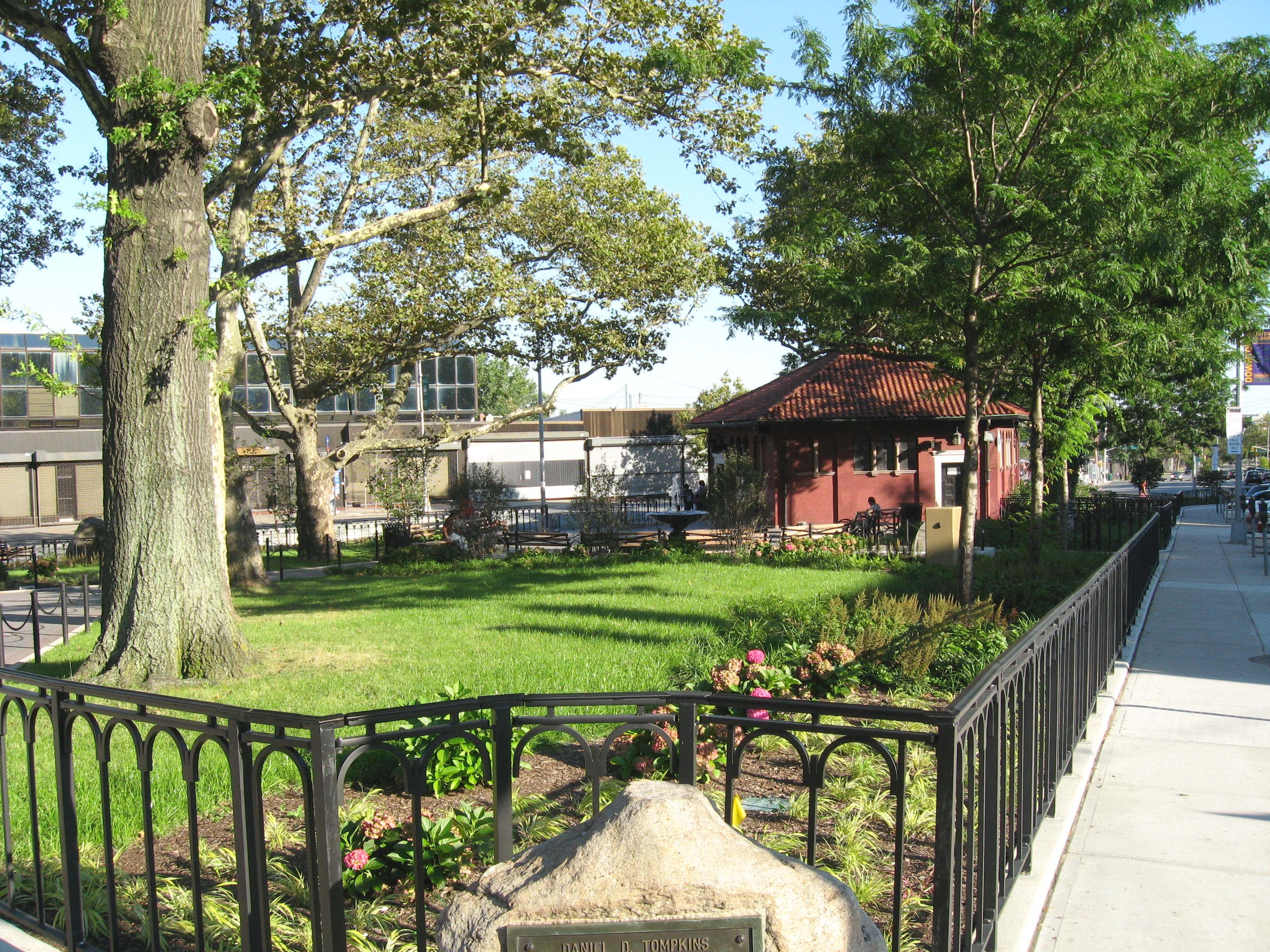
Parque de Tompkinsville

Tompkinsville alberga un enclave de habitantes de Sri Lanka. En el vecindario también hay una serie de lugares de arte y música en vivo, incluidos Everything Goes Book Café, Deep Tanks Studio, Coyle Cavern, Ink Chyx Tattoo & Art Gallery y Staten Island LGBT Community Center. Al igual que gran parte de la costa norte, el área es más urbana que la media de Staten Island, como se evidencia en la arquitectura (principalmente edificios altos de ladrillo) y en numerosas tiendas minoristas y restaurantes. A diferencia de muchas otras comunidades de North Shore (y como Port Richmond), el vecindario no tiene proyectos de vivienda pública. Su parque de viviendas está dominado por viviendas unifamiliares construidas en las primeras décadas del siglo XX.

## Demografía
El barrio es mixto comercial y residencial. Como muchas zonas del noreste de la isla, sufrió un declive tras la construcción del Puente Verrazzano-Narrows en 1964, que desplazó la actividad comercial de la isla hacia su interior. Los planes recientes han requerido la remodelación del área frontal del puerto. La población es racialmente diversa, compuesta principalmente por afroamericanos, hispanos y blancos, y los recién llegados incluyen inmigrantes de países como Albania. Tompkinsville también contiene un pequeño Sri Lanka, una de las comunidades de Sri Lanka más grandes fuera del propio país de Sri Lanka. El vecindario también tiene una creciente comunidad mexicana.

## Transporte
La estación de Tompkinsville del Ferrocarril de Staten Island está una parada al sur de la terminal en St. George. A diferencia de la mayoría de las estaciones de tren, se debe usar una MetroCard u OMNY para entrar o salir de Tompkinsville. Se instalaron puertas de pasaje en la estación en 2009 para disuadir a los evasores de tarifas que saldrían en la estación para evitar pagar la tarifa en St. George.